# Curling ai XV Giochi olimpici invernali
Ai XV Giochi olimpici invernali del 1988 di Calgary (Canada), vennero disputati due tornei di curling, maschile e femminile.
I tornei furono disputati solo a scopo dimostrativo. Le gare si svolsero presso la Max Bell Arena di Calgary.

## Torneo maschile
| Posizione | Nazione  | Atleti                                                             |
| --------- | -------- | ------------------------------------------------------------------ |
| 1         | Norvegia | Gunnar Meland Eigil Ramsfjell Sjur Loen Morten Søgaard Bo Bakke    |
| 2         | Svizzera | Mario Flückinger Hansjörg Lips Rico Simen Stephan Luder Peter Lips |
| 3         | Canada   | Wayne Hart Ed Lukowich John Ferguson Neil Houston Brent Syme       |

## Torneo femminile
| Posizione | Nazione  | Atlete                                                                           |
| --------- | -------- | -------------------------------------------------------------------------------- |
| 1         | Canada   | Patti Vande Linda Moore Lindsay Sparkes Debbie Jones Penny Ryan                  |
| 2         | Svezia   | Anette Norberg Elisabeth Högström Monika Jansson Birgitta Sewik Marie Henriksson |
| 3         | Norvegia | Marianne Aspelin Trine Trulsen Dordi Nordby Hanne Pettersen Mette Halvorsen      |